# ادوارد آلوارز
ادوارد آلوارز (انگلیسی: Eddie Alvarez؛ زادهٔ ۱۱ ژانویهٔ ۱۹۸۴) ورزشکار هنرهای رزمی ترکیبی و بوکسور اهل ایالات متحده آمریکا است. وی از سال ۲۰۰۳ میلادی تاکنون مشغول فعالیت بوده‌است.